# Karl H. Vigl jr.
Karl H. Vigl jr. (Lengmoos bij Ritten, 6 mei 1939) is een hedendaags Italiaans componist, dirigent en publicist.

## Levensloop
Vigl jr. studeerde, naar een oude traditie in de familie, pedagogiek. Maar verder studeerde hij ook muziektheorie bij Andrea Mascagni, Henk Badings en Helmut Degen en dodekafonie bij René Leibowitz. Hij was dirigent van verschillende koren en harmonieorkesten in Zuid-Tirol, onder andere in Tiers, Sarnthein en Branzoll, Bozen en Meran. Van 1963 tot 1978 was hij Bundeschorleiter in de Südtiroler Sängerbund. Hij was een aanhanger van de Cantare et sonare-beweging. Van 1980 tot 1996 was hij leider van de vakgroep muziek van de kunstenaarsfederatie van Zuid-Tirol. 
Sinds 1988 is hij lid van het presidium van de Internationale Gesellschaft zur Erforschung der Blasmusik (IGEB) en sinds 2000 tweede president. Vigl jr. is een bekend journalist, publicist en vrije medewerker van de Radio Audizioni Italiane zender Bozen voor ernstige muziek.  
Als componist schrijft hij vooral voor het praktische gebruik.

## Composities

### Werken voor harmonieorkest
- 1961 Hymnische Intrade, voor klein harmonieorkest
- 1962 Eine kleine Szene, voor jeugd-harmonieorkest
- 1966 Miniatursinfonie
- 1966 Sinfonische Intrade
- 1975 Aubade II
- 1982 Suonata Veneziana, vier bewegingen naar anonieme Veneziaanse componisten uit de klassieke periode
- 1984 Branzoller Hörnerspiele, voor hoornkwartet en harmonieorkest
- 1987 Gruppenbilder-Mosaik, klankactie voor harmonieorkest
- 1987 Raetia-Rhapsodie, klankschilderijen uit mythische reminiscenties
- 1989 Arunda-Triptychon, mythische reminiscenties
- 1990 Familare-Sonatine, voor hoorn, trombone en harmonieorkest
- 1990 Monument musical, voor vier hoorns en harmonieorkest
- 1990 Burlesk-Pasticcio 15.02, voor blazersensemble
- 1990 Sonata Mariana, variaties naar Marian St. voor harmonieorkest
- 1992 Amarida Epilog, voor viool en harmonieorkest
- 1996 Tiroler Liedspiel, voor een feestelijke gelegenheid
- 1996 Reminiscenze CSB abbozzi sull´Incompiuto per mediabanda
- 2001 Holnmusi-Ritornelle, in de oude stijl voor solo eufonium en harmonieorkest
- 2001 Haller-Haus- und Hoftänze, naar een rococo verzameling
- 2001 Tschenner-Galanterie-Spiel
- 2002 ReReRe-Quodlibet, voor eufonium en harmonieorkest
- 2004 Myon-Triptychon, naar romantische schetsen
- Mon Repos-Impromptus, naar pianostukken uit de Fin de Siécle

### Kamermuziek
- 1956 Capriccio, voor drie blazers
- 1956 Spielstücke, voor kopertrio
- 1956 Kuriale Fest-Antiphon, voor acht koperblazers en pauken
- 1962 Torenmuziek, voor koperkwintet
- 1968 Suite in vier bewegingen, voor kopersextet
- 1984-1985 Elegie für einen Bläser - Freiluftstück zu Totenfeiern
- 1984 Responsoria, voor acht blazers (3 trompetten, 3 trombones, hoorn en tuba)
- 1988 Allealotria nobles et sentimentales, Ländlerscene voor hoorn-ensemble
- 1990 Introductio in arte seriosa, blazers-stuk voor feestlijkheden van kunstenaars, voor koperkwintet
- 1994 Lux in tenebris, meditaties voor koperensemble (4 trompetten, 3 trombones, tuba en pauken)
- 1995 Aines vursten klingent ton, muziek uit de tijd van Meinhard II. - voor koperkwintet
- 1998 Blasphoniker-Sebastiana, voor koperensemble

### Werken voor koor en instrumenten
- 1972 Das Haus steht jetzt vollendet, voor de intocht in een nieuw huis, voor mannenkoor en instrumenten
- 1987 Deutsche Ordinariumsgesänge, uit de Leopoldmis van Vinzenz Goller, voor voorzanger, samenzang, koor, orgel en koperkwintet
- 1987 Liturgische Eigengesänge zum CANTATE-Sonntag, voor gemengd koor, samenzang, orgel en koperkwintet
- 1991 Eine kleine Nachtmusik, naar Erich Kofler „Geliebtes Leben voor tenor, mannenkoor en instrumenten
- 1999 Schutzpatron St. Michael, cantate voor bariton, gemengd koor, negen koperblazers en pauken - tekst: J. Feichtinger
- Dreikönigsmusik, voor mannenstemmen en zes tot zeven koperblazers naar een gedicht